# تیم فن سواین
تیم فن سواین (انگلیسی: Tim Von Swine؛ زاده ۲۰ ژانویهٔ ۱۹۷۰) یک بازیگر پورنوگرافی اهل ایالات متحده آمریکا است. 